# Olga Viñuales
Olga Viñuales Sarasa es 
Doctora en antropología social por la Universidad de Barcelona. 
Ensayista e investigadora especialista en antropología sexual, género y salud. 
Directora de la colección relatos de vida de la editorial Bellaterra.
Interesada en el “relato de vida” y la creación de la identidad aplicado a sus 
campos de estudio: Homosexualidad, transexualidad y BDSM. 

## Generalidades
Su tesis doctoral Identidades Lésbicas, es la primera investigación de temática exclusivamente lésbica que se presentó en una Universidad Española y con la que obtuvo el Excelente Cum Laude en 1999.Una de sus aportaciones teóricas más importantes es el concepto de "Cadena simbólica" desarrollado en el libro Lesbofobia. Autora de numerosos ensayos y artículos sobre homosexualidad, familias homoparentales y homofobia, se ha especializado, últimamente, en sadomasoquismo (BDSM).